# Municipio de Morris (condado de Sullivan)
El municipio de Morris (en inglés: Morris Township) es un municipio ubicado en el condado de Sullivan en el estado estadounidense de Misuri. En el año 2010 tenía una población de 186 habitantes y una densidad poblacional de 1,49 personas por km².

## Geografía
El municipio de Morris se encuentra ubicado en las coordenadas 40°4′45″N 92°56′0″O / 40.07917, -92.93333. Según la Oficina del Censo de los Estados Unidos, el municipio tiene una superficie total de 124.53 km², de la cual 124,07 km² corresponden a tierra firme y (0,37 %) 0,47 km² es agua.

## Demografía
Según el censo de 2010, había 186 personas residiendo en el municipio de Morris. La densidad de población era de 1,49 hab./km². De los 186 habitantes, el municipio de Morris estaba compuesto por el 91,94 % blancos, el 1,08 % eran amerindios, el 0,54 % eran isleños del Pacífico, el 5,38 % eran de otras razas y el 1,08 % eran de una mezcla de razas. Del total de la población el 5,91 % eran hispanos o latinos de cualquier raza.